# Glendale (Oregon)
Pour les articles homonymes, voir Glendale.
Glendale est une ville du comté de Douglas, dans l’Oregon, aux États-Unis. Sa population était de 874 habitants en 2010.

## Géographie
Selon le Bureau du recensement des États-Unis, la ville a une superficie totale de 1,04 km2, entièrement terrestre.